# Ungureni (Botoșani)
Ungureni ist eine Gemeinde im Kreis Botoșani in Rumänien. Sie besteht aus den zwölf Dörfern Borzești, Călugăreni, Călugărenii Noi, Durnești, Epureni, Mihai Viteazu, Mândrești, Plopenii Mari, Plopenii Mici, Tăutești, Ungureni und Vicoleni.
Ungureni ist eine der größten Gemeinden im Landkreis Botoșani und liegt zentral im westlichen Becken des Pruth zwischen den Flüssen Ibăneasa und Jijia.

## Geschichte
Die ersten überlieferte Dokumentationen der Gemeinde stammen aus dem Jahr 1400. Die weiteren Ortsteile wurden in den folgenden Jahren dokumentiert: Borzești 1431, Vicoleni 1432, Durnești 1433, Călugăreni 1475, Ungureni 1560 und Epureni 1590.
Ungureni nahm in dieser Zeit bereits eine zentrale Stellung als Erzeuger landwirtschaftlicher Produkte in der damaligen Grafschaft Dorohoi, in der Ebene des Moldau Ibăneasa Tals ein. Der fruchtbare Boden spielt eine wichtige Rolle bei der Sicherstellung der Existenz dieser Gemeinde.

## Verkehr
Die Nationalstraße DN 29 ist die Handelsverbindung zur 22 km südwestlich gelegenen Kreisstadt Botoșani und der 13 km nordöstlichen Stadt Săveni. Ungureni besitzt einen Bahnanschluss der die Gemeinde mit der Stadt Dorohoi im äußersten Nordosten Rumäniens, nahe der moldawischen und ukrainischen Grenze verbindet. Der Güterbahnhof von Ungureni ist der wesentliche Umschlagplatz für landwirtschaftliche Produkte aus der Region.

## Wirtschaft
Rund 60 % aller wirtschaftlichen Tätigkeiten in der Gemeinde Ungureni ist die Agrarwirtschaft (Getreide, Kartoffeln, Gemüse, Obst und Viehzucht) spielen auch heute noch eine wichtige Rolle bei der Sicherstellung der Existenz dieser Gemeinde.
Die Industrie in Ungureni besteht aus zwei Ölmühlen zur Produktion von Sonnenblumenöl, einem Unternehmen zur Herstellung von Futtermitteln für Nutztiere sowie einer Textilfabrik (Bekleidung) und haben zusammen mit dem Baugewerbe einen Anteil von 13 %.
Der Handel ist heute ein dynamischer Wirtschaftszweig mit rund 44 Unternehmen (Geschäfte, Gastronomie, Handwerksbetriebe und Dienstleistung in verschiedenen Größen in Privatbesitz) betrifft der Anteil rund 27 %.